# Wang Na (siatkarka)
Wang Na (chiń. 王娜; ur. 25 lutego 1990 w Chinach) – chińska siatkarka grająca jako rozgrywająca. 
Obecnie występuje w drużynie Zhejiang.